# Free for all
Free for all, også kaldet Deathmatch, er inden for computerspil en type af spil, hvor alle er mod alle. Free for all er at finde i stort set alle spil der har en multiplayerfunktion.
| computerspil | Spire Denne computerspilsrelaterede artikel er en spire som bør udbygges. Du er velkommen til at hjælpe Wikipedia ved at udvide den. |